# Haementeria officinalis
Haementeria officinalis är en ringmaskart som beskrevs av de Filippi 1849. Haementeria officinalis ingår i släktet Haementeria och familjen broskiglar. Inga underarter finns listade i Catalogue of Life.